# Sciotropis cyclanthorum
Sciotropis cyclanthorum é uma espécie de libelinha da família Megapodagrionidae.
É endémica de Venezuela.
Os seus habitats naturais são: regiões subtropicais ou tropicais húmidas de alta altitude e rios.
Está ameaçada por perda de habitat.